# قایق موز
قایق موز (انگلیسی: Banana boat) یک نوع خوراک است که یک موز با پفنبات و شکلات پر می‌شود و پس از پیچیدن آن با برگه آلومینیوم بر روی آتش پخته می‌شود. برخی اوقات سس کارامل برای چاشنی به خوراک افزوده می‌شود.